# دبليو. ماكسويل كوان
دبليو. ماكسويل كوان (بالإنجليزية: W. Maxwell Cowan)‏ هو أستاذ جامعي أمريكي، ولد في 27 سبتمبر 1931 في جوهانسبرغ في جنوب أفريقيا، وتوفي في 30 يونيو 2002.